# Samsung Galaxy M51
Il Samsung Galaxy M51 è uno smartphone di fascia media del 2020 prodotto da Samsung Electronics destinato al mercato indiano. A differenza del predecessore, il Samsung Galaxy M40, il dispositivo è commercializzato anche in Europa.

## Design
La parte frontale del Galaxy M51 ha cornici piuttosto sottili, in alto al centro nello schermo è presente un piccolo foro che include la fotocamera anteriore. Sul retro è presente un modulo fotografico nero con disposizione a “L” dei quattro sensori, con il flash LED, bordi leggermente curvi e stondati e una scocca in plastica disponibile nelle colorazioni Nero o Bianco. Il sensore di riconoscimento delle impronte digitali è posizionato lateralmente, in corrispondenza del pulsante di accensione e spegnimento.

## Specifiche

### Hardware
Il Samsung Galaxy M51 ha una batteria ai polimeri di litio da 7000 mAh con supporto alla ricarica rapida a 25 W (con tempo di ricarica dichiarato da 0 a 100 in 2 ore e 5 minuti) e un display Super AMOLED Plus "Infinity-O" da 6,7 pollici, con aspect ratio 20:9, risoluzione Full HD+ e vetro protettivo Gorilla Glass 3.
È dotato di un chipset Qualcomm Snapdragon 730G a 8 nm, con CPU octa-core (2x 2.2 GHz Kryo 470 Gold + 6x 1.8 GHz Kryo 470 Silver) e GPU Adreno 618, accompagnato da 6 o 8 GB di RAM e 128 GB di memoria interna, espandibile con microSD fino a 512 GB. Per quanto riguarda la connettività, è presente il 4G LTE, Wi-Fi 802.11 a/b/g/n/ac dual band (2,4 e 5 GHz), Bluetooth 5.0 con A2DP e LE, GPS con A-GPS, GLONASS, BeiDou e Galileo, NFC, radio FM, porta USB-C 2.0 e porta per il jack audio da 3,5 mm.
Fra i sensori presenti all’interno del dispositivo vi sono accelerometro, giroscopio, sensore di prossimità e bussola elettronica.

### Fotocamera
Lo smartphone ha una quadrupla fotocamera posteriore e una singola anteriore: sul retro c'è un sensore principale da 64 MP (f/1.8 con PDAF), sensore ultra-grandangolare da 12 MP (f/2.2 e angolo di 123°), sensore macro da 5 MP (f/2.4) e di profondità da 5 MP (f/2.4), con HDR, flash LED e possibilità di registrare video fino alla risoluzione 4K (a 30 fps); frontalmente prende invece posto il singolo sensore da 32 MP con apertura f/2.0, HDR e video fino a 1080p (a 30 fps). Il Galaxy M51 può contare su varie funzioni, tra cui gli scatti grandangolari da 123°, le macro con sfondo sfocato (Bokeh) e la possibilità di variare il live focus (sfocatura regolabile, anche per i selfie).

### Software
Il sistema operativo al momento del lancio è Android 10 con interfaccia utente One UI Core 2.1, poi aggiornata alla versione 2.5.
A marzo 2021 inizia a ricevere Android 11 con One UI Core 3.1.
Lo smartphone dispone anche di Samsung Knox, un software che offre funzionalità dedicate alla protezione dei dati sul dispositivo.

## Commercializzazione
Il dispositivo è stato presentato in India il 10 settembre 2020. Le vendite, in Italia, sono iniziate il 14 settembre seguente.